# E (число)

Графік функції Тут, — це унікальне число, яке більше ніж 1 при якому площа зафарбованої області дорівнює 1.

' — це число, при якому похідна (іншими словами тангенс кута нахилу дотичної) показникової функції (синя крива) в точці в точності дорівнює 1. Для порівняння показані функції (точкова крива) та (пунктирна крива); тангенс нахилу їхньої дотичної відмінний від 1 (ця дотична намальована червоним)

Число́ е — фундаментальна математична константа, що є основою натуральних логарифмів: число, натуральний логарифм якого дорівнює одиниці. Його значення приблизно дорівнює 2,71828, і є границею для {\displaystyle \lim _{n\to \infty }\left(1+{\frac {1}{n}}\right)^{n}}, при тому як n прямує до нескінченності. Цей вираз бере початок із вивчення складних відсотків. Це число також можна розрахувати як суму нескінченного ряду
{\displaystyle e=\displaystyle \sum \limits _{n=0}^{\infty }{\dfrac {1}{n!}}={\frac {1}{1}}+{\frac {1}{1}}+{\frac {1}{1\cdot 2}}+{\frac {1}{1\cdot 2\cdot 3}}+\cdots }
Цю константу можна характеризувати багатьма способами. Наприклад, {\displaystyle e} можна визначити як унікальне додатне число {\displaystyle a}, таке що графік функції {\displaystyle y=a^{x}} має одиничний кутовий коефіцієнт в точці {\displaystyle x=0}. Функція {\displaystyle f(x)=e^{x}} називається (натуральною) показниковою функцією, і є єдиною показниковою функцією, яка дорівнює своїй власній похідній. Натуральний логарифм, або логарифм з основою {\displaystyle e}, є оберненою функцією для натуральної показникової функції. Натуральний логарифм числа {\displaystyle k>1} можна визначити напряму як площу під кривою {\displaystyle y={\tfrac {1}{x}}} між значеннями {\displaystyle x=1} і {\displaystyle x=k}, у цьому разі {\displaystyle e} — це таке значення числа {\displaystyle k}, для якого ця площа дорівнюватиме одиниці (див зображення).
Іноді число e називають числом Ейлера або числом Непера. Відіграє важливу роль у диференціальному й інтегральному численні, а також багатьох інших розділах математики. Але саму константу відкрив швейцарський математик Якоб Бернуллі під час вивчення складних відсотків.

## Історія
Це число іноді називають неперовим на честь шотландського вченого Джона Непера, автора роботи «Опис дивовижної таблиці логарифмів» (1614 р.). Проте ця назва не зовсім коректна, оскільки у нього логарифм числа {\displaystyle x} дорівнював {\displaystyle 10^{7}\cdot \,\log _{1/e}\left({\frac {x}{10^{7}}}\right)}.
Вперше константа неявно з'явилася в додатку до перекладу англійською мовою вищезазначеної роботи Непера, опублікованому в 1618 р. Неявно, тому що там міститься тільки таблиця натуральних логарифмів, саму ж константу не визначено. Схоже, автором таблиці був англійський математик Вільям Отред. Саму ж константу вперше вивів швейцарський математик Якоб Бернуллі при спробі обчислити значення наступної границі:
{\displaystyle \lim _{n\to \infty }\left(1+{\frac {1}{n}}\right)^{n}}.
Ця границя виникла внаслідок розв'язування задачі про складні відсотки, спрощений варіант якої формулюється таким чином:
Ви кладете на депозит у банку 1 гривню під 100 % річних, причому відсоток нараховується в кінці строку. У результаті ви отримаєте 2 гривні. А яку суму ви отримаєте, якщо відсотки нараховуватимуться протягом року періодично (наприклад, двічі на рік, щокварталу, щомісяця, щотижня тощо) і ви докладатимете нараховані відсотки до депозиту?
Розв'язок:
- Якщо відсоток нараховується двічі на рік, то в кінці першого періоду ви отримаєте 50 % (100 %/2), які зразу ж додасте до депозиту. Відсотки за друге півріччя будуть нараховуватися вже на суму 1,5 ₴. У результаті в кінці строку у вас буде {\displaystyle (1+0{,}5)(1+{\tfrac {1}{2}})=(1+{\tfrac {1}{2}})^{2}} = 2,25 гривні.
- Якщо виплата відсотків буде поділена на 4 однакові частини, то ви матимете відповідно {\displaystyle (1+{\tfrac {1}{4}})^{4}} = 2,4414 гривні.
- Якщо виплата буде щомісячною, то результат буде {\displaystyle (1+{\tfrac {1}{12}})^{12}} = 2,613035.
- Для довільного n кінцева сума буде {\displaystyle (1+{\tfrac {1}{n}})^{n}}.

Узагальнення цієї задачі (з довільною відсотковою ставкою {\displaystyle p} та початковою сумою {\displaystyle s}) легко звести до вже наявної.
Перше відоме використання цієї константи, де вона позначалася літерою {\displaystyle b}, зустрічається в листах Ґотфріда Лейбніца Христіану Гюйґенсу, 1690 і 1691 рр. Літеру e почав використовувати Леонард Ейлер в 1727 р., а першою публікацією з цією літерою була його робота «Механіка, або Наука про рух, викладена аналітично» 1736 р. Відповідно, e іноді називають числом Ейлера. Хоча згодом деякі учені використовували літеру с, літера e застосовувалася частіше і в наші дні є стандартним позначенням.
Чому була вибрана саме літера e, точно невідомо. Можливо, це пов'язано з тим, що з неї починається слово exponential («показниковий», «експоненціальний»). Інше припущення полягає в тому, що літери а, b, c і d вже досить широко використовувалися в інших цілях і e була першою «вільною» літерою. Неправдоподібне припущення, що Ейлер вибрав {\displaystyle e} як першу літеру в своєму прізвищі (нім. Euler), оскільки він був дуже скромною людиною і завжди прагнув підкреслити значущість праці інших людей.

## Значення
e {\displaystyle \approx } 2,71828 18284 59045 23536 02874 71352 66249 77572 47093 69995 95749 66967 62772 40766 30353 54759 45713 82178 52516 64274 27466 39193 20030 59921 81741 35966 29043 57290 03342 95260 59563 07381 32328 62794 34907 63233 82988 07531 95251 01901 15738 34187 93070 21540 89149 93488 41675 09244 76146 06680 82264 80016 84774 11853 74234 54424 37107 53907 77449 92069 55170 27618 38606 26133 13845 83000 75204 49338 26560 29760 67371 13200 70932 87091 27443 74704 72306 96977 20931 01416 92836 81902 55151 08657 46377 21112 52389 78442 50569 53696 77078 54499 69967 94686 44549 05987 93163 68892 30098 79312 77361 78215 42499 92295 76351 48220 82698 95193 66803 31825 28869 39849 64651 05820 93923 98294 88793 32036 25094 43117 30123 81970 68416 14039 70198 37679 32068 32823 76464 80429 53118 02328 78250 98194 55815 30175 67173 61332 06981 12509 96181 88159 30416 90351 59888 85193 45807 27386 67385 89422 87922 84998 92086 80582 57492 79610 48419 84443 63463 24496 84875 60233 62482 70419 78623 20900 21609 90235 30436 99418 49146 31409 34317 38143 64054 62531 52096 18369 08887 07016 76839 64243 78140 59271 45635 49061 30310 72085 10383 75051 01157 47704 17189 86106 87396 96552 12671 54688 95703 50354 02123 40784 98193 34321 06817 01210 05627 88023 51930

## Означення числа
Число Непера є границею послідовності:
{\displaystyle e=\lim _{n\to \infty }\left(1+{1 \over n}\right)^{n}\approx 2{,}718281828}
Використавши формулу бінома Ньютона, можна отримати числовий ряд для обчислення числа:

| {\displaystyle e} | {\displaystyle =\lim _{n\to \infty }\left(1+{1 \over n}\right)^{n}} |
|                   | {\displaystyle =\lim _{n\to \infty }\left({n \choose 0}\cdot 1+{n \choose 1}{1 \over n}+{n \choose 2}{1 \over n^{2}}+{n \choose 3}{1 \over n^{3}}+\cdots \right)}                       |
|                   | {\displaystyle =\lim _{n\to \infty }\left(1+{1 \over 1!}{n \over n}+{1 \over 2!}{n(n-1) \over n^{2}}+{1 \over 3!}{n(n-1)(n-2) \over n^{3}}+\cdots \right)}                              |
|                   | {\displaystyle =\lim _{n\to \infty }\left(1+{1 \over 1!}\cdot 1+{1 \over 2!}\left(1-{1 \over n}\right)+{1 \over 3!}\left(1-{1 \over n}\right)\left(1-{2 \over n}\right)+\cdots \right)} |
|                   | {\displaystyle =1+{1 \over 1!}+{1 \over 2!}+{1 \over 3!}+\cdots } |

## Властивості числа
Число {\displaystyle e} зустрічається мало не в кожній праці з математики і фізики. Причиною цього є його цікаві властивості.

### Інтегральні і диференціальні рівняння
- Похідна експоненційної функції дорівнює самій функції: {\displaystyle (e^{x})^{\prime }=e^{x}}. Це саме стосується і первісної (з точністю до константи): {\displaystyle \int e^{x}\,dx=e^{x}+C}. Через це, єдиним нетривіальним розв'язком диференціального рівняння {\displaystyle f(x)'=f(x)} є функція {\displaystyle \phi =Ce^{x}}, де {\displaystyle C} — довільна константа.
- функція Гауса {\displaystyle e^{-x^{2}}}, має наступну властивість: {\displaystyle \int _{-\infty }^{+\infty }e^{-x^{2}}dx={\sqrt {\pi }}}.
- Багато інших інтегралів функцій, що містять у собі експоненту, також дають несподівано прості рішення, наприклад, {\displaystyle \int _{1}^{e}{\frac {dt}{t}}=1}.

### Комплексні числа
Експоненційну функцію можна розкласти в ряд Тейлора для будь-якого комплексного числа {\displaystyle z}:
{\displaystyle e^{z}=\sum _{n=0}^{\infty }{\frac {1}{n!}}z^{n}=\lim _{n\to \infty }\left(1+{\frac {z}{n}}\right)^{n}}.
Якщо порівняти цю рівність із рядами Тейлора для синуса й косинуса, можна отримати формулу Ейлера: {\displaystyle e^{ix}=\cos x+i\sin x\ }.
Частковим випадком цього рівняння є тотожність Ейлера: {\displaystyle e^{i\pi }+1=0}, яку іноді називають найкрасивішим математичним рівнянням. Звідси також виводиться, що {\displaystyle \ln(-1)=i\pi \,\!} .
Вираз {\displaystyle \cos x+i\sin x\ } іноді позначають як {\displaystyle \operatorname {cis} x}.

### Теорія чисел
Число {\displaystyle e} — ірраціональне й навіть трансцендентне. Це перше число, яке не було виведено як трансцендентне спеціально, його трансцендентність була доведена тільки в 1873 році Шарлем Ермітом. Передбачається, що {\displaystyle e} — нормальне число, тобто ймовірність появи в ньому кожної з десяти цифр однакова.
Міра ірраціональності числа {\displaystyle e} дорівнює {\displaystyle 2} (це найменше можливе значення для ірраціональних чисел).

### Теорія ймовірностей
Нормальний розподіл характеризується густиною ймовірностей :
{\displaystyle f(x;\mu ,\sigma )={\frac {1}{\sigma {\sqrt {2\pi }}}}\,\exp \left(-{\frac {(x-\mu )^{2}}{2\sigma ^{2}}}\right)}.
Нормальним розподілом зазвичай описуються випадкові величини, що залежать від великої кількості параметрів, кожен з яких відіграє незначну роль. Цьому розподілу підкоряються зріст людей, коефіцієнт інтелекту, похибка вимірювань тощо.

### Інше
- Число {\displaystyle e} є обчислюваним, а отже і арифметичним.
- Число {\displaystyle e} — єдине число серед всіх {\displaystyle a}, для якого {\displaystyle a^{x}\geq x+1} для всіх {\displaystyle x}.
- Число {\displaystyle e} використовується у формулі Стірлінга для наближенного обчислення факторіалу:

{\displaystyle n!\sim {\sqrt {2\pi n}}\,\left({\frac {n}{e}}\right)^{n}}.
З цього також випливає, що
{\displaystyle e=\lim _{n\to \infty }{\frac {n}{\sqrt[{n}]{n!}}}}.

## Застосування

### Складні відсотки

Ефект від заробітку 20 % річних від початкового інвестування в $1,000 із різною частотою нарахування

Якоб Бернуллі відкрив цю константу у 1683 р. при вивченні задач пов'язаних із складними відсотками:
На рахунку початково є $1,00 і щороку, на нього виплачуються 100 відсотків прибутку. Якщо відсоток кредитується раз на кінець року, розмір вкладу на рахунку на кінець року становитиме $2,00. Що буде, якщо відсоток розраховуватиметься і кредитуватиметься частіше, ніж раз на рік?
Якщо відсотки кредитуються двічі на рік, частота наростання відсотків за кожні 6 місяців становитиме 50 %, тому початковий вклад в $1 буде помножуватися на 1,5 двічі, що в результаті становитиме $1,00 × 1,52 = $2,25 на кінець року. Нарахування поквартально призведе до $1,00 × 1,254 = $2,4414…, а нарахування щомісяця дасть в результаті $1,00 × (1 + 1/12)12 = $2,613035… Якби було n інтервалів нарахування, відсоток за кожен інтервал визначався би як 100 %/n а значення на кінець року було б $1,00×(1 + 1/n)n.
Бернуллі встановив, що ця послідовність із збільшенням n наближається до границі (інтенсивність відсотка) і, таким чином до менших інтервалів нарахування. Інтервал в тиждень (n = 52) дає значення в $2,692597…, водночас інтервал у день (n = 365) дає $2,714567…, лише на два центи більше. Отже, границя при зростанні n є числом, яке згодом стало знане як {\displaystyle e}; для неперервного нарахування, рахунок становитиме $2,7182818…
Якщо узагальнити, рахунок, що має на початку вклад $1 під {\displaystyle R} відсотків на рік, після {\displaystyle t} років матиме {\displaystyle e^{Rt}} доларів при неперервному нарахуванні. (Тут {\displaystyle R} десятковий еквівалент частоти наростання відсотків, що виражається в цілих відсотках, тобто якщо відсоток становить 5 %, то {\displaystyle R=5/100=0{,}05}.)

### Випробування Бернуллі

Графік імовірності P того що не відбудеться жодна з незалежних подій, кожна з яких має імовірність 1/n, після того як уже відбулося n випробувань Бернуллі, а також 1 — P  відносно n. На графіку можна побачити, що із збільшенням n, імовірність виникнення події із шансом 1/n є неможливою після того, як n спроб швидко збігаються до 1/e.

Число {\displaystyle e} також має своє застосування у теорії ймовірностей, де воно виникає у такому сенсі, що не є очевидно пов'язаним із експоненційним зростанням. Припустимо, що гравець грає на ігровому автоматі із імовірністю виграшу один із {\displaystyle n} і повторює на ньому {\displaystyle n} спроб виграти. Тоді, для великих {\displaystyle n} (по величині, як-от мільйон) імовірність того, що гравець програє кожну ставку приблизно дорівнює {\displaystyle 1/e}. Для {\displaystyle n=20} ця імовірність уже приблизно становить {\displaystyle 1/2{,}79}.
Це приклад процесу, що називається випробуванням Бернуллі. Кожний раз коли гравець грає у гральний автомат зі слотами, існує лише одна мільйонна шансів виграти. Те, як буде зіграно мільйон разів, моделюють за допомогою біноміального розподілу, який своєю чергою дуже тісно пов'язаний із теоремою про Біном Ньютона. Імовірність виграти {\displaystyle k} разів провівши мільйон спроб становить
{\displaystyle {\binom {10^{6}}{k}}\left(10^{-6}\right)^{k}(1-10^{-6})^{10^{6}-k}}.
Зокрема, імовірність виграти нуль разів ({\displaystyle k=0}) становить
{\displaystyle \left(1-{\frac {1}{10^{6}}}\right)^{10^{6}}}.
Це дуже близько до границі
{\displaystyle \lim _{n\to \infty }\left(1-{\frac {1}{n}}\right)^{n}={\frac {1}{e}}}.

### Перестановки
Іншим застосуванням числа {\displaystyle e}, яке також відкрив Якоб Бернуллі разом із П'єром де Монмором, — це задача безладу, що також знана як задача переплутаних капелюхів: на вечірку було запрошено {\displaystyle n} гостей, на вході кожен з гостей віддає вій капелюх дворецькому, який розкладає їх по {\displaystyle n} ящиках, на кожному з яких відмічено ім'я гостя. Але дворецький не знає цих гостей по іменам, і тому розкладає капелюхи по ящиках навмання. Задачею Монмора є дізнатися, із якою ймовірністю жоден із капелюхів не буде покладено у правильний ящик. Відповідь буде такою:
{\displaystyle p_{n}=1-{\frac {1}{1!}}+{\frac {1}{2!}}-{\frac {1}{3!}}+\cdots +{\frac {(-1)^{n}}{n!}}=\sum _{k=0}^{n}{\frac {(-1)^{k}}{k!}}}.
З тим як кількість гостей n зростатиме до нескінченності, {\displaystyle p_{n}} наближатиметься до {\displaystyle {\tfrac {1}{e}}}. Крім того, кількість різних способів, при яких капелюхи будуть розкладені по ящиках, так що жоден не опиниться на правильному місці становить {\displaystyle n!/e}, що округлюється до найближчого цілого, для кожного додатного числа {\displaystyle n}.

### Задачі оптимального планування
Палицю із довжиною {\displaystyle L} розламали на {\displaystyle n} рівних частин. Значення числа {\displaystyle n} яке максимізує добуток довжин тоді становитиме, або
{\displaystyle n=\lfloor L/e\rfloor ,\,\,{\text{або }}\,\,\lfloor L/e\rfloor +1.}
Такий результат отримано тому, що максимальне значення {\displaystyle x^{-1}\ln x} буде існувати при {\displaystyle x=e}. Величина {\displaystyle x^{-1}\ln x} є мірою інформації, що відповідає події, яка виникає із імовірністю {\displaystyle 1/x}, тож по суті такий самий оптимальний поділ випливає і в задачах оптимального планування, таких як, наприклад, задача вибору.

### Асимптоти
Число {\displaystyle e} природним чином зустрічається в багатьох задачах пов'язаних із асимптотами. Наприклад, в Формулі Стірлінґа для асимптоти функції факторіалу, в якій присутні два числа {\displaystyle e} і {\displaystyle \pi }:
{\displaystyle n!\sim {\sqrt {2\pi n}}\,\left({\frac {n}{e}}\right)^{n}}.
І внаслідок
{\displaystyle e=\lim _{n\to \infty }{\frac {n}{\sqrt[{n}]{n!}}}}.

### Стандартний нормальний розподіл
Нормальний розподіл із нульовим середнім і одиничною дисперсією називають стандартним нормальним розподілом, і описується він за допомогою наступної функції густини ймовірностей
{\displaystyle \phi (x)={\frac {1}{\sqrt {2\pi }}}\,e^{-{\frac {\scriptscriptstyle 1}{\scriptscriptstyle 2}}x^{2}}}.
Умова щодо одиничної дисперсії (а таким чином і одиничного стандартного відхилення) призводить до появи дробу {\displaystyle {\tfrac {1}{2}}} у експоненті, як наслідок обмеження, що загальна площа під кривою {\displaystyle \phi (x)} дорівнює одиниці в результаті приводить до появи множника {\displaystyle {\tfrac {1}{\sqrt {2\pi }}}} (доведення). Ця функція є симетричною довкола {\displaystyle x=0}, де вона приймає своє максимальне значення {\displaystyle {\tfrac {1}{\sqrt {2\pi }}}}, і має точку перегину при {\displaystyle x=\pm 1}.